# Portable Application Description
Portable Application Description (kurz PAD) ist ein XML-Format zur standardisierten Beschreibung von Software durch den Hersteller, welches von der Association of Shareware Professionals erfunden wurde. In einer PAD-Datei legt der Softwarehersteller Informationen über ein bestimmtes Programm, wie zur Version, Download-URL, Lizenz oder Programmicon ab. Entsprechende Programme oder Webdienste können diese Informationen, da sie in einem standardisierten Format vorliegen, nun verarbeiten und für den Nutzer aufbereiten. Da die PAD-Datei auch den URI der Pad-Datei selbst beinhaltet, ist ein automatischer Updatedienst möglich, der rechtzeitig auf neue Versionen sämtlicher Programme, zu denen eine PAD-Datei existiert, hinweist (nicht jedes Programm benötigt eine eigene Updateüberprüfung).
Diese Funktion wird von vielen großen Download-Archiven bereits unterstützt und automatisiert somit die Verbreitung von Programmupdates weitgehend.
PAD wird besonders den Ansprüchen von Shareware hinsichtlich Information gerecht.

## Aufbau
Wurzelelement einer PAD ist XML_DIZ_INFO, welches folgende Kindknoten enthält:
MASTER_PAD_VERSION_INFOInformationen über die PAD
Company_InfoKontakt-Informationen über den Hersteller wie Unternehmensname, Anschrift und Ansprechpartner
Program_InfoInformationen über die Software wie Version, Typ der Anwendung (z. B. Editor), Betriebssystem, aber auch Kaufpreis
Program_DescriptionsBeschreibungen des Programms (in Feldern festgelegter Maximallänge, so darf Char_Desc_250 maximal 250 Zeichen enthalten). Dieses Element unterstützt Lokalisierung durch verschiedene Kindknoten wie English oder German.
Web_InfoOnline-Ressourcen wie Homepage, Download-URI, Screenshot, Programmicon und Pfad zur PAD
PermissionsLizenz-Information

## Erweiterbarkeit
Die PAD-Spezifikation sieht auch vor, dass man eigene Elemente definieren kann. Dies wird allerdings nicht XML-typisch über XML-Namensräume realisiert, sondern durch Tags, deren Namen mit einer bestimmten Zeichenfolge beginnt; es handelt sich hierbei also um ein eigenes Namensraum-Konzept. Definiert ein Software-Hersteller beispielsweise den „Namensraum“ MyCompany, so beginnen alle Elemente des Namensraumes mit MyCompany_. Das erschwert allerdings die Validierung von PAD-Dateien mit Hilfe einer Dokumenttypdefinition (DTD) oder eines XML-Schemas.

## pad.txt
Zusammen mit PAD-Dateien schlägt der Hersteller des Editors DeuPAD den pad.txt-Standard vor: Analog zur robots.txt soll sich im Wurzelverzeichnis einer Webseite eine pad.txt (im ASCII-Format) befinden, in der in jeder Zeile der (komplette) URI zu einer PAD-Datei steht:
```
http://www.example.com/stable_product/pad_file.xml

http://www.example.com/YetAnotherProduct/pad_file.xml

…
```